# Majasaari (ö i Birkaland, Nordvästra Birkaland, lat 62,00, long 23,34)
Majasaari är en ö i Finland. Den ligger i sjön Aurejärvi och i kommunen Parkano i den ekonomiska regionen  Nordvästra Birkalands ekonomiska region  och landskapet Birkaland, i den sydvästra delen av landet, 220 km norr om huvudstaden Helsingfors. Öns area är 5,2 hektar och dess största längd är 340 meter i sydöst-nordvästlig riktning.